# Karine Chemla
Karine Chemla (Túnis, 8 de fevereiro de 1957) é uma historiadora da matemática e sinologista francesa.
É membro da Academia Leopoldina (2005). É desde 2013 membro ordinário da Academia Europaea. Foi palestrante convidada do Congresso Internacional de Matemáticos em Berlim (1998 - History of Mathematics in China: a factor in world history and a source of new questions).

## Teorema de Pitágoras
As imagens seguintes mostram um diagrama da matemática clássica chinesa dos nove livros e sua interpretação como prova do teorema de Pitágoras de acordo com a edição crítica de Karine Chemla.

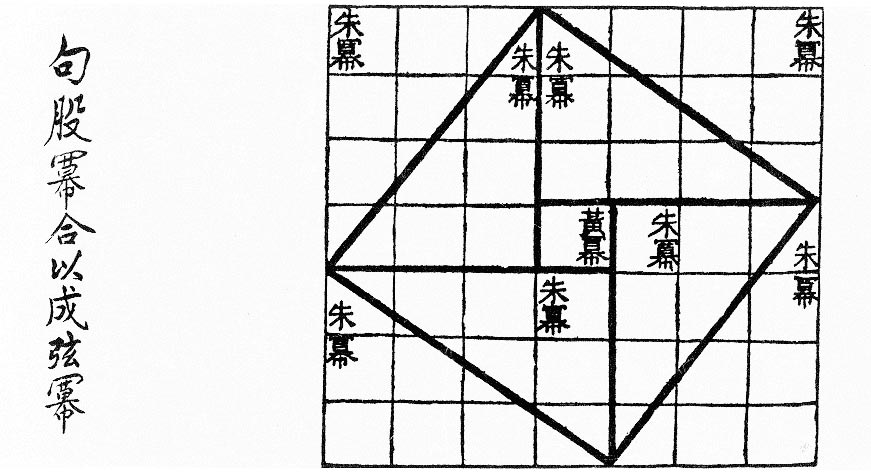
Diagramm aus den Neun Büchern
Interpretation durch Chemla, Quadrate der Seitenlängen 3,4 über den Katheten zum Beispiel von Dreieck 1
Interpretation durch Chemla, Fortsetzung, Das große Quadrat, entsprechend dem Hypotenusenquadrat, hat denselben Flächeninhalt wie die Summe der Kathetenquadrate.

## Obras
- com Guo Shuchun: Les neuf chapitres. Le classique mathématique de la Chine ancienne et ses commentaires. Edition critique bilingue traduite, présentée et annotée par K. Chemla et Guo Shuchun, Dunod, 2004
- com F. Bray, Fu D., Huang Y., G. Métailié: La scienza in Cina, in Sandro Petruccioli (Herausgeber): Storia della scienza, 8 Bände, Rom, Enciclopedia Italiana, Band II, 2001
- Editora: History of science, history of text, Boston studies in the philosophy of science, Springer Verlag, 2004
- Euler’s Work in Spherical Trigonometry : Contributions and Applications, Euler,  Opera Omnia, Reihe 3, Band 10 Commentationes physicae ad theoriam caloris, electricitatis et magnetismi pertinentes, 2003
- Editora com Florence Bretelle-Establet Qu’était-ce qu’écrire une encyclopédie en Chine ? What did it mean to write an encyclopedia in China, Extrême-Orient, Extrême-Occident, hors-série, 2007